# ホワイトウェイ・コロニー
ホワイトウェイ・コロニー（Whiteway Colony）は、イギリス南西部コッツウォルズ地方の集落。行政上はグロスターシャー州ストラウドの市域に含まれ、ミサデン(Miserden)のパリッシュ（教会区）に属している。この集落は、1898年に、トルストイ主義の信奉者たちによって開かれ、今日では既に空き地はなく、60軒以上の家が建ち、150人ほどの住民がいる。コロニーの開設当初には、私有財産は否定され動産は共有であったが、今日では居住者の住居は私有とされ、市場価格に応じて売買もされる。コロニーは初期段階でトルストイの思想を放棄しており、1909年に当地を訪れたマハトマ・ガンディーをはじめ、多くの論者がこのコロニーをトルストイ主義の実験が失敗に終わった事例と評価してきた。

## 歴史
コロニーは、1898年に、サミュエル・ヴィール・ブラッチャー(Samuel Veale Bracher)というクエーカーのジャーナリストら、トルストイ主義者たちによって開設された。ブラッチャーは41エーカー（162,000平方メートル）の土地と、種、道具、各種材料、その他の用意を買いそろえた。入植者たちは、財産権の概念を否定する象徴的行為として、土地権利書をピッチフォークの先に置いて焼き捨てた。エイルマー・モード(Aylmer Maude)は、コロニー発足時の理事会の代表者であった。
初期の入植者たちは、空想的社会主義理念をもっており、必要な物資を共有し、自ら耕して食糧を生産する自給自足の理念を実践しようとした。最初の入植者たちは8人ほどであったが、初期には誰でも受け入れる方針をとっていたこともあり、やがて住民は40人ほどになった。しかし、中には怠惰な生活を送る住民たちもいて、彼らに不満を募らせたブラッチャーとその家族や、最初期の入植者の一部は、コロニーを離れて行った。
最初期のコロニーにおける生活は、スパルタ的な質実剛健さに満ちたもので、納屋を住居としていた者もいた。水道管は1949年まで引かれず、電気の供給は1954年まで行なわれなかった。この土地は、もともとホワイトウェイ・ハウス(Whiteway House)という家を中心にした、開かれた農地であったが、今日では木々が生い茂っており、おもに木造の家屋が建ち並んでいる。土地を所有している者はいないため、土地を担保に住宅建設資金を借り入れることはできないので、住民はもっぱら自力で住居を建てている。1955年に下された裁判の判決によって、この土地に関する諸権利は特定の個人に帰属していないことが確認されている。1924年には、社交の場や学校としても使用される集会場の建物が、住民の手で建てられ、1969年には、水泳用のプールが開設された。 ホワイトウェイ・コロニーは今日も存続しており、初期入植者の子孫たちを含め、住民たちが居住している。もはや今日では、コロニーは極端にアナキズム的な性格をもっているわけではないが、現在の居住者たちは、このコロニーの起源についてよく承知しており、それを誇りとしている。今日でもアナキズム的伝統の名残はあり、集会場やプール、運動場などの共同管理はその好例である。さらに、コロニーの自治は、現在も住民総会によって執行されている。
長年の歴史の中で、住民の中にはイギリス国外から移住して来たアナキストたちや、良心的兵役拒否者たち、スペイン内戦を逃れて来た難民などもいたし、他方では、（良質のパンで地元では知られた）プロセローズ・ベイカリー(Protheroe's Bakery)や、コッツウォルド手工業協同組合(Cotswold Co-operative Handicraft guild)、園芸協同組合グループ(the Co-operative Gardening Group)など、協同組合的事業もコロニーから興った。アナキスト系の新聞『Freedom』は、一時期このコロニーで、トマス・キール(Thomas Keell)によって発行されていた。